# Regering-Jaspar II
De regering-Jaspar II (22 november 1927 - 4 december 1929) was een Belgische regering. Het was een coalitie tussen de Katholieke Unie (78 zetels) en de Liberale Partij (23 zetels). De regering volgde de regering-Jaspar I op en werd opgevolgd door de regering-Jaspar III.

## Samenstelling
De regering telde aanvankelijk 10 ministers: 6 ministers voor de Katholieke Unie en 4 voor de Liberale Partij.
| Ambtsbekleder                                  | Ambtsbekleder                      | Ambtsbekleder                      | Functie                                                                        | Termijn                            | Partij          |
| ---------------------------------------------- | ---------------------------------- | ---------------------------------- | ------------------------------------------------------------------------------ | ---------------------------------- | --------------- |
|                                                |                                    | Henri Jaspar (1870-1939)           | Eerste Minister                                                                | 22 november 1927 - 4 december 1929 | Katholieke Unie |
| Minister Koloniën                              | 22 november 1927 - 19 oktober 1929 | Henri Jaspar (1870-1939)           |                                                                                |                                    | Katholieke Unie |
|                                                |                                    | Paul Hymans (1865-1941)            | Minister Buitenlandse Zaken                                                    | 22 november 1927 - 4 december 1929 | Liberale Partij |
|                                                |                                    | Paul-Emile Janson (1872-1944)      | Minister Justitie                                                              | 22 november 1927 - 4 december 1929 | Liberale Partij |
|                                                |                                    | Albert Carnoy (1878-1961)          | Minister Binnenlandse Zaken en Volksgezondheid                                 | 22 november 1927 - 19 oktober 1929 | Katholieke Unie |
|                                                |                                    | Maurice Vauthier (1860-1931)       | Minister Wetenschappen en Kunsten                                              | 22 november 1927 - 4 december 1929 | Liberale Partij |
|                                                |                                    | Maurice Houtart (1866-1939)        | Minister Financiën                                                             | 22 november 1927 - 4 december 1929 | Katholieke Unie |
|                                                |                                    | Henri Baels (1878-1951)            | Minister Landbouw                                                              | 22 november 1927 - 4 december 1929 | Katholieke Unie |
| Minister Openbare Werken                       | 22 november 1927 - 19 oktober 1929 | Henri Baels (1878-1951)            |                                                                                |                                    | Katholieke Unie |
| Minister Binnenlandse Zaken en Volksgezondheid | 19 oktober 1929 - 4 december 1929  | Henri Baels (1878-1951)            |                                                                                |                                    | Katholieke Unie |
|                                                |                                    | Hendrik Heyman (1879-1958)         | Minister Nijverheid, Arbeid en Maatschappelijke Voorzorg                       | 22 november 1927 - 4 december 1929 | Katholieke Unie |
|                                                |                                    | Maurice August Lippens (1875-1956) | Minister Spoorwegen, Zeewezen, Posterijen, Telegrafen, Telefonen en Luchtvaart | 22 november 1927 - 19 oktober 1929 | Liberale Partij |
| Minister Verkeerswezen                         | 19 oktober 1929 - 4 december 1929  | Maurice August Lippens (1875-1956) |                                                                                |                                    | Liberale Partij |
|                                                |                                    | Charles de Broqueville (1860-1940) | Minister Landsverdediging                                                      | 22 november 1927 - 4 december 1929 | Katholieke Unie |
|                                                |                                    | Jules Van Caenegem (1880-1942)     | Minister Openbare Werken                                                       | 19 oktober 1929 - 4 december 1929  | Katholieke Unie |
|                                                |                                    | Pierre Forthomme (1877-1959)       | Minister Posterijen, Telegrafie en Telefonie                                   | 19 oktober 1929 - 4 december 1929  | Liberale Partij |
|                                                |                                    | Paul Tschoffen (1878-1961)         | Minister Koloniën                                                              | 19 oktober 1929 - 4 december 1929  | Katholieke Unie |

### Herschikkingen
- Op 19 oktober 1929:
  - neemt Albert Carnoy (Katholieke Unie) ontslag als minister van Binnenlandse Zaken en Volksgezondheid. Hij wordt opgevolgd door minister Henri Baels (Katholieke Unie). Zijn bevoegdheid van Openbare Werken wordt overgenomen door een nieuwe minister Jules Van Caenegem (Katholieke Unie).
  - Premier Henri Jaspar (Katholieke Partij) schuift zijn bevoegdheid van Koloniën door naar een nieuwe minister Paul Tschoffen (Katholieke Unie).
  - De bevoegdheid Spoorwegen, Zeewezen, Posterijen, Telegrafen, Telefonen en Luchtvaart wordt in twee gedeeld. Maurice August Lippens (Liberale Partij) blijft bevoegd voor het Verkeerswezen. De bevoegdheden Posterijen, Telegrafie en Telefonie worden voortaan beheerd door Pierre Forthomme (Liberale Partij).